# Repejov
Repejov é um município da Eslováquia, situado no distrito de Medzilaborce, na região de Prešov. Tem 18,32 km² de área e sua população em 2018 foi estimada em 107 habitantes.

## Demografia
| Ano:        | 1994 | 2004    | 2014    | 2024    |
| ----------- | ---- | ------- | ------- | ------- |
| Broj ljudi: | 211  | 162     | 137     | 101     |
| Razlika:    |      | -23,22% | -15,43% | -26,27% |

| Ano:               | 2023 | 2024   |
| ------------------ | ---- | ------ |
| Número de pessoas: | 103  | 101    |
| Diferença:         |      | -1,94% |